# فرانك نيلسن
فرانك نيلسن (بالدنماركية: Frank Nielsen)‏ هو لاعب كرة قدم دنماركي، ولد في 17 سبتمبر 1948. شارك مع منتخب الدنمارك لكرة القدم.